# Antoine Crégut

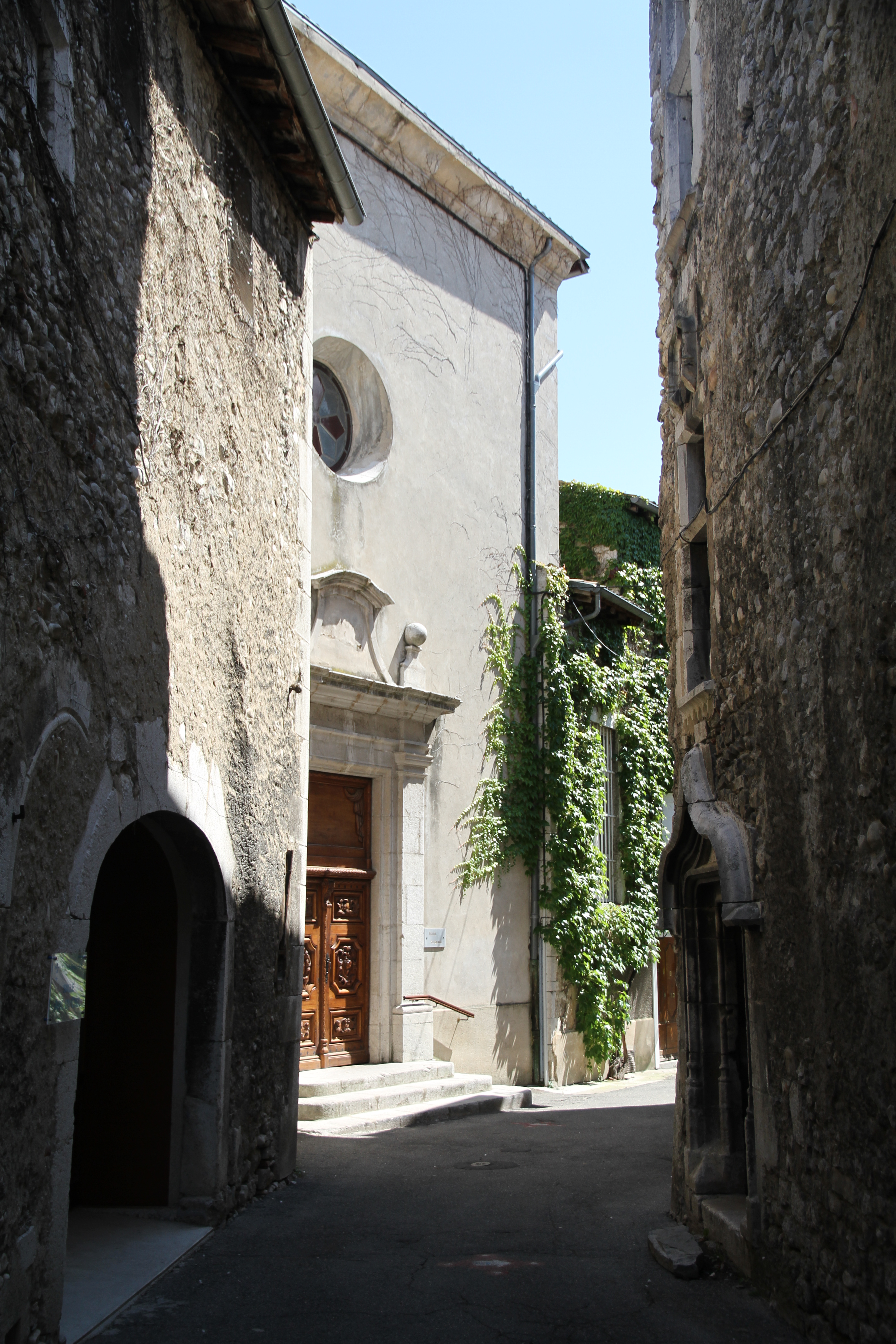
Protestantse kerk van Die, Frankrijk

Antoine Crégut (Valentinois, 1e helft 17e eeuw - ?, 2e helft 17e eeuw) of in het Latijn: Antonius Cregutus, was een hugenoot, dominee en professor theologie in Die, in het koninkrijk Frankrijk.

## Levensloop
Crégut groeide op in de streek van Valence, in de provincie Dauphiné van het koninkrijk Frankrijk. 
Crégut predikte eerst in Montélimar in de  jaren 1650. 
In 1679 besliste een synode in Die hem aan te stellen als professor theologie aan de protestantse academie van Die. De tegenstander van de benoeming was Alexandre d’Yse (Latijn: Dizius). D'yse was tevoren dominee geweest in Grenoble en was professor in Die. D’Yse liet het hier niet bij. In Genève liet d’Yse de drukpersen stoppen die het boek Revelator van Crégut drukten. D’Yse beweerde dat de inhoud theologisch gevaarlijk was. Ondertussen was Crégut rector geworden van de protestantse academie van Die. Crégut eiste dat de professoren van Genève het boek beoordeelden. Een drietal stellingen uit het boek werden in Genève veroordeeld. Dit was het startsein voor d’Yse om een lastercampagne te starten tegen Crégut. In Die moesten d’Yse en Crégut in debat gaan. Het onderwerp was het dogma van de erfzonde van Adam. Roomse geestelijken waren aanwezig op het debat in de protestantse academie. D’Yse kon het zo aan boord leggen met de Roomse geestelijken dat Crégut nauwelijks aan het woord kwam. 
Het dispuut kende een einde nadat Crégut d’Yse teruggestuurd had naar Grenoble en de drukpersen Revelator verder drukten.
Met het Edict van Fontainebleau (1685) afgekondigd door de Zonnekoning liet de bisschop de protestantse academie van Die sluiten.

## Werken
Crégut publiceerde de volgende werken:
- Apologie pour le décret du synode national de Charenton (Orange, 1650)
- Syncretismus. In dit werk pleitte hij voor een unie van de protestantse kerken (Hanovia 1664)
- Revelator arcanorum ubi illustriora quaevis ac difficiliora Scripturae oracula nova methodo didactica ac elenthica enucleantur, qua in Pentateucho continentur (Genève, 1661).[5] Dit boek is geschreven voor het stadsbestuur van Genève. Over een herdruk was er heibel met dominee Alexandre d’Yse.
- Apologia necessaria non minus quam aequissima Antonii Creguti, contra accusationem impraevisam, inexpectatam et iniquam Friderici Spanhemii professoris Leydensis (Amsterdam 1678).